# Charlie & Esdor
Charlie & Esdor var en svensk musikduo bestående av Charlie Franzén (född 1950, sitar, trummor, sång) och Esdor Jensen (född 1945, sång, elbas, gitarr).
Norrmannen Esdor Jensen var ursprungligen basist i bandet DeCoys från Tromsø. År 1969 flyttade han till Katrineholm, där han kom i kontakt med den halvnorske trummisen Edmund "Charlie" Franzén, som då höll på att lära sig spela sitar. De bildade en duo som spelade på de båda gärdesfesterna i Stockholm 1970 och medverkade på samlingsalbumet "Festen på Gärdet". År 1970 utkom deras psykedeliska singel Då klagar mina grannar/Dagen är över (MNW S29) med svenska texter, för vilken Bo Anders Larsson var producent. 
På Larssons initiativ förstärktes duon med gitarristen Lasse Summanen varefter ett album spelades in, men detta blev aldrig utgivet och inspelningarna försvann. År 1972 utkom dock EP:n Grönt är skönt (MNW LP1M) med tre av dessa låtar samt titelspåret, vilket var en outgiven singel. Charlie & Esdor samt Summanen spelade också tillsammans med Larsson på hans andra Scorpion-singel. Duon var också bakgrundssångare på bandet Envoys hit "Almarna åt folket" (1971) och blev 1972 medlemmar i bandet Blueset från Södertälje. De lämnade dock sistnämnda band efter en kortare tid utan att medverka på några skivinspelningar. Franzén blev senare medlem i popgruppen Stardust och övergick därigenom till en helt annan genre. 
Allt tillgängligt material av Charlie & Esdor återutgavs 2005 på cd av Mellotronen. Franzén är fortfarande bosatt i Katrineholm, medan Jensen återvänt till Tromsø.